# Afanasjevit
Afansjevit (Česnokov, 1995), chemický vzorec Ca8(Si2O7)2Cl2O, je pseudokrychlový neschválený minerál. Tento minerál je antropogenního původu (spalování uhlí na haldách). Současné předpisy Mezinárodní mineralogické asociace neumožňují takové látky schválit jako platný minerální druh.

## Vznik
Vzniká reakcí jílovců s dolomity a dalšími karbonátovými horninami.

## Morfologie
Tvoří zrnité agregáty.

## Naleziště
Nalezen na hořících haldách u Kopejska (Čeljabinská oblast, Rusko). 